# Choirorhynchus turrialbae
Choirorhynchus turrialbae är en insektsart som beskrevs av Piza Jr. 1974. Choirorhynchus turrialbae ingår i släktet Choirorhynchus och familjen vårtbitare. Inga underarter finns listade i Catalogue of Life.